# İmikler, Beylikova
İmikler là một xã thuộc huyện Beylikova, tỉnh Eskişehir, Thổ Nhĩ Kỳ. Dân số thời điểm năm 2011 là 61 người.